# Anglo-ägyptische Darfurexpedition
Die anglo-ägyptische Darfurexpedition von 1916 war eine militärische Operation des Britischen Weltreichs und des Sultanats Ägypten, die präventiv ins Sultanat Darfur einmarschierten.

## Vorgeschichte
Der Sultan von Darfur, ʿAlī Dīnār, wurde von den Briten nach ihrem Sieg im Mahdi-Aufstand wieder eingesetzt, doch während des Ersten Weltkriegs begann er sich zu widersetzen, indem er sich weigerte, seinen üblichen Tribut an die Regierung des  Anglo-Ägyptischen Sudan zu entrichten und sich 1915 auf die Seite des Osmanischen Reichs schlug.

## Konflikt
Sirdar Reginald Wingate stellte sodann eine Truppe von rund 2000 Mann zusammen. Unter dem Kommando von Oberstleutnant Philip James Vandeleur Kelly marschierte die Truppe im März 1916 in Darfur ein und schlug die Fur-Armee entscheidend bei Beringia und besetzte die Hauptstadt Al-Faschir im Mai. Ali Dinar war zuvor in die Berge geflohen. Verhandlungen über eine Kapitulation wurden schließlich von den Briten abgebrochen. Als sein Aufenthaltsort bekannt wurde, spürte eine kleine Truppe den Sultan auf und tötete ihn im November 1916. Daraufhin wurde Darfur vollständig der britischen Verwaltung des Anglo-Ägyptischen Sudan unterworfen und blieb auch nach der Unabhängigkeit ein Teil des Sudan.